# الأغاني الشعبية التركية (توركو)

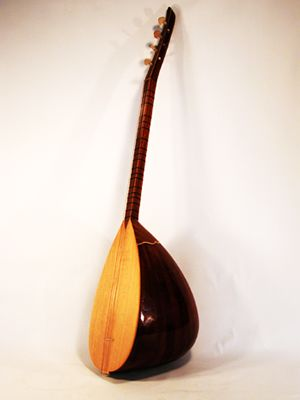
الة الباغلاما (bağlama)

الأغاني الشعبية التركية (توركو) (بالتركية: türkü)هو الاسم الذي يطلق على جميع أنواع القصائد الشعبية التي تُغنى بلحن في التقليد الشفوي في تركيا . ظهرت كلمة Türkü (توركو) بإضافة اللاحقة "î" إلى نهاية اسم Türk (ترك). تُستخدم كلمة "تركي" أيضًا بمعنى كونها مرتبطة أو خاصة بالأتراك.
ال(türkü) هي شكل من أشكال الشعر الذي يُغنى بلحن فريد ومحدد، مكتوب في مقياس مقطعي، وتصبح مجهولة المصدر مع مرور الوقت. تتكون الأغاني الشعبية من الرباعيات الرئيسية تليها الجوقات. تسمى الرباعيات (والتي يمكن أن تكون ثلاثية أو مزدوجة) في الأغاني الشعبية bent. تُسمى الجوقات "باغلاما" و"كافوشتاك" في اللغة الشعبية. التقاطعات هي عبارة عن سطرين (أو أكثر) يتم تكرارها بعد كل لحن.
لا يوجد شكل محدد لفن التوركو. عندما يتم غناء الكوشما أو السماي أو الدستان (اشكال  مختلفة للشعر التركي) أو أي قصيدة شعبية مع لحن توركو، فإنها تصبح توركو. لذلك فإن الميزة الأكثر تميزًا لنوع الأغنية الشعبية هذه (التوركو) هي لحنها. يتم غناء التوركو في كل نمط من أنماط الأوزان المقطعية. أي أنه لا يوجد حد لعدد المقاطع.
معظم الأغاني الشعبية(التوركو) مجهولة المصدر بسبب تناقلها شفهياً. بهذه الطريقة، تصبح التوركو ملكية شعبية وتشكل نوعًا موسيقيًا شائعًا يستخدم في الألبومات والحفلات الموسيقية والعروض الحية من قبل فنانين يجذبون جميع شرائح المجتمع. غالبًا ما تولد التوركو وتنتشر استجابة لحدث طبيعي أو عمل بطولي. لا تستطيع الأغاني الشعبية(التوركو) أن تحافظ على خصائص المنطقة التي ولدت فيها. ويصبح من الصعب تحديد مكان ميلادهم، حيث تتغير أسماء الأشخاص والأماكن، وحتى الموضوعات، في المناطق التي ينتقلون إليها.
يقوم محمود راغب غازيميهال بتمييز نوعين من الأغاني حسب الألحان: الأغاني الشعبية الإيقاعية والأغاني الشعبية غير الإيقاعية. أما غير الإيقاعية فتشمل الديوان، والبوزلاي، والكشما، وهويرات، والجوكوروفا. تتضمن مجموعة الأغاني الشعبية(التوركو) ذات الإيقاعات عمومًا ألحان الرقي، والتي تسمى ألحان أوتوراك في قونية وألحان كيريك في شانلي أورفا .
هناك أيضًا كتاب يصنفون الاغاني الشعبية (التوركو) وفقًا للمواضيع التي يتناولنها. الأغاني الشعبية حسب مواضيعها:
- تهويدات
- توركو شعبية للأطفال
- توركو الطبيعة
- توركو الحب
- توركو البطولة والعسكرية
- توركو الاحتفالية
- توركو العمل
- توركو المتبادلة
- توركو الموت ( رثاء )
- توركو الألعاب
- توركو الطبيعة والحيوانات
- زيبك والأغاني الإقطاعية
- توركو عن جرائم القتل والأحداث المأساوية
- توركو مضحكة